# Три лимони для коханої
«Три лимони для коханої» — радянський телефільм 1987 року, знятий режисером Віктором Окунцовим на студії «Лентелефільм».

## Сюжет
Збожеволілий від щастя молодий батько шукає для дружини, яка перебуває в пологовому будинку лимони, яких у радянській дійсності середини 1980-х знайти було не так просто.

## У ролях
- Андрій Пономарьов — Гриша Куклін
- Тетяна Кузнецова — Маша
- Всеволод Сафонов — Виноградов, професор
- Діана Шишляєва — Люда, медсестра
- Світлана Кірєєва — тітка Глаша, строга медсестра у пологовому будинку
- Варвара Шабаліна — медсестра у прийомному спокої пологового будинку
- О. Тетерін — роль другого плану
- Євгена Солдатова — роль другого плану
- Сергій Добротворський — роль другого плану
- Ніна Титова — роль другого плану
- Олександр Суснін — Митяй, чоловік тітки Глаші
- Т. Худбіходжаєва — епізод
- Людмила Андрєєва — директор магазину
- Т. Барська — епізод
- Є. Лягас — епізод
- Георгій Тейх — швейцар у ресторані
- А. Сироватко — епізод
- Володимир Залигін — Сидоренко, міліціонер
- Юрій Агейкін — черговий
- Ю. Петрова — епізод
- Надія Писарєва — епізод
- Людмила Аржанікова — епізод
- Т. Єфакіна — епізод
- Людмила Ксенофонтова — пасажирка у ленінградському аеропорту
- Валерій Козинець — епізод
- Галина Сабурова — медсестра у пологовому будинку
- А. Трофімова — епізод
- Валерій Кравченко — пасажир у буфеті в аеропорту
- В. Ростов — епізод
- Семен Берлін — продавець картоплі в магазині
- Чемоко Алі — темношкірий офіціант
- А. Семенов — епізод
- Саша Березовський — епізод
- Андрій Туманін — хлопчик у жовтій панамці
- Михайло Кузнецов — брат Маші
- Станіслав Соколов — Іванов, пасажир у буфеті у ленінградському аеропорту

## Знімальна група
- Режисер — Віктор Окунцов
- Сценарист — Євген Гвоздьов
- Оператор — Валерій Смирнов
- Композитор — Сергій Баневич
- Художник — Володимир Лебедєв